# Marco Imperiale
Marco Imperiale (Partinico, 1º maggio 1999) è un calciatore italiano, difensore e capitano della Carrarese.

## Caratteristiche tecniche
Difensore mancino, si distingue per la sua grande duttilità tattica, che gli consente di agire sia come terzino sinistro in una difesa a quattro sia come difensore centrale. Fa della costanza di rendimento e della resistenza fisica i suoi punti di forza, doti che gli permettono di mantenere un minutaggio elevato nel corso della stagione. È inoltre un leader carismatico, riconosciuto per il suo forte legame con l'ambiente e l'attaccamento alla maglia, qualità che lo hanno portato a diventare un punto di riferimento per la squadra. In un'intervista, ha dichiarato di ispirarsi a Giorgio Chiellini.

## Carriera
Nativo di Partinico, in Sicilia, cresce calcisticamente nel settore giovanile del Catanzaro, dove compie l'intera trafila fino all'approdo in prima squadra, avvenuto nella stagione 2016-2017.
Fa il suo esordio tra i professionisti a soli 17 anni, il 20 novembre 2016, subentrando nel corso della partita di Serie C contro il Foggia. In due stagioni con il club calabrese totalizza 24 presenze tra campionato e Coppa Italia.
Nel gennaio 2018 viene acquistato a titolo definitivo dall'Empoli, club di Serie B, ma non trova spazio in prima squadra. Viene quindi ceduto in prestito per maturare ulteriore esperienza: l'8 agosto 2018 si trasferisce alla Siena, e il 9 agosto 2019 al Piacenza, entrambe in Serie C.
Il 29 agosto 2020 approda alla Carrarese, in prestito con diritto di riscatto. Dopo una positiva prima stagione viene riscattato dagli apuani il 16 luglio 2021, firmando un contratto triennale. A Carrara diventa titolare fisso della difesa e un beniamino della tifoseria, ed eredita la fascia di capitano da Riccardo Palmieri.
Nella stagione 2023-2024 da capitano è uno dei protagonisti della storica promozione in Serie B, conquistata dopo aver vinto i play-off. È suo l'assist per il gol di Mattia Finotto nella finale di ritorno contro il L.R. Vicenza, rete che sancisce il ritorno dei marmiferi nella serie cadetta dopo 76 anni. Per il suo ruolo centrale nel progetto sportivo e il forte legame con la piazza, il 29 gennaio 2025 la società ufficializza il rinnovo del suo contratto fino al 30 giugno 2027.

## Statistiche

### Presenze e reti nei club
Statistiche aggiornate al 18 maggio 2025.
| Stagione         | Squadra          | Campionato       | Campionato | Campionato | Coppe nazionali | Coppe nazionali | Coppe nazionali | Coppe continentali | Coppe continentali | Coppe continentali | Altre coppe | Altre coppe | Altre coppe | Totale | Totale |
| Stagione         | Squadra          | Comp             | Pres       | Reti       | Comp            | Pres            | Reti            | Comp               | Pres               | Reti               | Comp        | Pres        | Reti        | Pres   | Reti   |
| ---------------- | ---------------- | ---------------- | ---------- | ---------- | --------------- | --------------- | --------------- | ------------------ | ------------------ | ------------------ | ----------- | ----------- | ----------- | ------ | ------ |
| 2016-2017        | Catanzaro        | LP               | 10         | 0          | CI-LP           | 0               | 0               | -                  | -                  | -                  | -           | -           | -           | 10     | 0      |
| 2017-gen. 2018   | Catanzaro        | C                | 12         | 0          | CI-C            | 2               | 0               | -                  | -                  | -                  | -           | -           | -           | 14     | 0      |
| Totale Catanzaro | Totale Catanzaro | Totale Catanzaro | 22         | 0          |                 | 2               | 0               |                    | -                  | -                  |             | -           | -           | 24     | 0      |
| gen.-giu. 2018   | Empoli           | B                | 1          | 0          | CI              | -               | -               | -                  | -                  | -                  | -           | -           | -           | 1      | 0      |
| 2018-2019        | Siena            | C                | 22+1       | 0          | CI+CI-C         | 0               | 0               | -                  | -                  | -                  | -           | -           | -           | 23     | 0      |
| 2019-2020        | Piacenza         | C                | 21         | 1          | CI+CI-C         | 0+2             | 0               | -                  | -                  | -                  | -           | -           | -           | 23     | 1      |
| 2020-2021        | Carrarese        | C                | 18         | 0          | CI              | 2               | 0               | -                  | -                  | -                  | -           | -           | -           | 20     | 0      |
| 2021-2022        | Carrarese        | C                | 31         | 0          | CI-C            | 1               | 0               | -                  | -                  | -                  | -           | -           | -           | 32     | 0      |
| 2022-2023        | Carrarese        | C                | 35+1       | 1+0        | CI-C            | 0               | 0               | -                  | -                  | -                  | -           | -           | -           | 36     | 1      |
| 2023-2024        | Carrarese        | C                | 35+7       | 1+0        | CI-C            | 0               | 0               | -                  | -                  | -                  | -           | -           | -           | 42     | 1      |
| 2024-2025        | Carrarese        | B                | 36         | 0          | CI              | 2               | 0               | -                  | -                  | -                  | -           | -           | -           | 38     | 0      |
| Totale Carrarese | Totale Carrarese | Totale Carrarese | 155+8      | 2          |                 | 5               | 0               |                    | -                  | -                  |             | -           | -           | 168    | 2      |
| Totale carriera  | Totale carriera  | Totale carriera  | 221+9      | 3          |                 | 9               | 0               |                    | -                  | -                  |             | -           | -           | 239    | 3      |

## Palmarès

### Club

#### Competizioni nazionali
- Campionato italiano di Serie B: 1

Empoli: 2017-2018